# 세르게이 나리시킨
세르게이 예브게니예비치 나리시킨(러시아어: Серге́й Евге́ньевич Нары́шкин, 문화어: 쎄르게이 나리슈낀, 1954년 10월 27일 ~ )은 러시아의 공무원, 정치인, 사업가로, 2016년부터 현재까지 대외정보국 국장을 맡고 있다. 이전에는 국가 두마 의장 (2011년~2016년), 크렘린 비서실장 (2008년~2012년)을 지냈다. 또한 2009년부터 2012년까지 존재했던 러시아의 이익을 해치는 역사 조작 시도에 대응하려는 러시아 연방 대통령 위원회의 의장을 맡기도 했다.

## 어린 시절과 청소년기
나리시킨은 레닌그라드 출신이다. 그의 할머니, 할아버지, 아버지, 숙모는 대조국전쟁 기간 동안 레닌그라드 봉쇄를 경험했다. 그의 할아버지는 방위공장에서 일했고, 1942년 겨울에 사망하면서 피스카렙스코예 기념 묘지에 있는 공동 묘지에 묻혔다. 그의 아버지도 굶주림으로 사망 직전에 있었지만, 교외에 사는 친척이 가져온 감자 반 봉지로 목숨을 구했다.
나리시킨은 레닌그라드 주의 프세볼로시스크에서 어린 시절을 보냈으며, 이 지역에서 그는 학생 건설 여단에서 일했다. 1972년, 190번 학교를 졸업했다.

## 교육
1978년, 나리시킨은 레닌그라드 기계 대학에서 무선 공학 학위를 취득하고, 그 후 상트페테르부르크 국제 경영 대학교에서 경제학 학위를 취득했다.
공개된 비공식 정보에 따르면, 나리시킨은 1978년부터 1982년까지 국가 보안 위원회의 특수 교육 기관에서 훈련을 받았으며, 국가 보안 위원회 제1본부 (현 대외정보국)에서 수학했다고 한다. 학업을 마친 뒤, 그는 1980년, 레닌그라드 국가 보안 위원회 부서에서 블라디미르 푸틴을 만났다. 훈련 당시 나리슈킨은 작전상 가명 나우모프를 사용했다고 한다. 나리시킨은 또한 모스크바 볼쇼이 키셀니 골목의 구 차르 헌병 사무소 건물에 위치한 국가 보안 위원회 고등 교육 기관에서 프랑스어를 배웠으며., 영어와 프랑스어와 능통하다.

## 경력

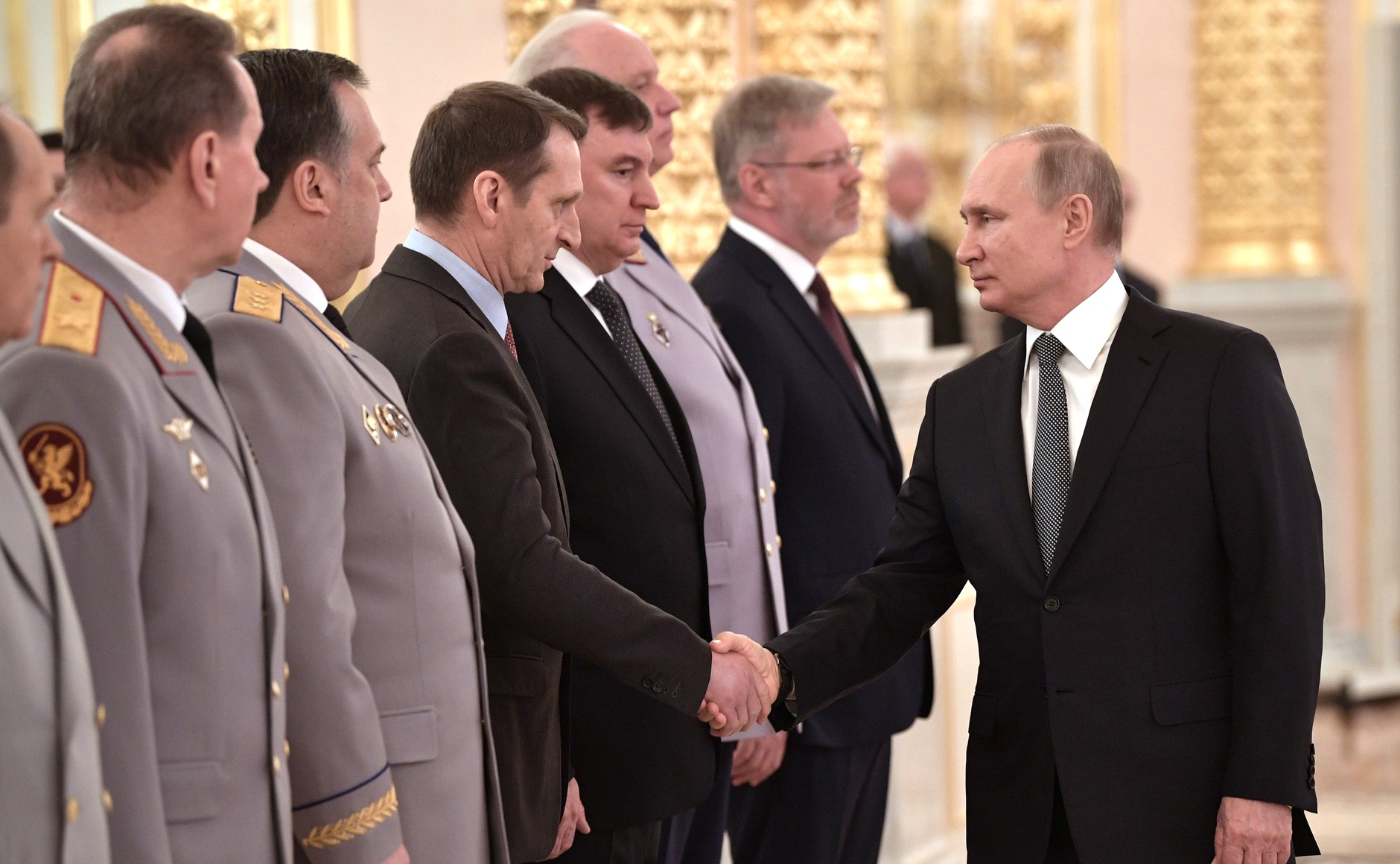
2019년 4월 11일, 모스크바 크렘린에서 러시아 대통령 블라디미르 푸틴과 함께 찍힌 사진

- 1982년부터 - 국제 학술 담당 부총장, 레닌그라드 폴리테크닉 대학교 대외 경제 관계 부국장.
- 1980년대 - 벨기에 주재 소련 대사관 경제 고문 사무실 직원.
- 1990년대 초 - 경제 개발 위원회 국장, 이후 - 상트페테르부르크 시청 경제 및 금융 위원회 국장.
- 1995년부터 - 산업 및 건설 은행 OJSC (상트페테르부르크)의 외국인 투자 부서장.
- 1996년 ~ 2004년 - «필립 포미스 이조라 담배 공장 이사회 구성원»[8].
- 1997년부터 - 투자 부서장, 레닌그라드 주정부 경제 및 투자 위원회 부의장.
- 1998년부터 - 레닌그라드 지역 정부 대외 경제 및 국제 관계 위원회 의장.
- 2004년 2월부터 - 러시아 대통령 행정부 경제 부국장.
- 2004년 3월부터 - 러시아 정부 비서실 차장.
- 2004년 9월부터 - 러시아 정부 비서실장 - 러시아 장관.
- 2007년 2월부터 러시아 부총리 - 러시아 연방 정부 비서실장, 같은 해 9월 이후  - 통일조선회사 이사회 의장 .
- 2008년 5월부터 2011년 12월까지 - 러시아 대통령 행정부 수반[9][10]
- 2011년 12월 4일, 러시아 국가두마 의원으로 선출되었다.
- 2011년 12월 21일, 러시아 국가두마 의장으로 선출되었다.[11][12].
- 2012년 4월 5일, 나리시킨은 만장일치로 러시아와 벨라루스 연합 의회 의장으로 선출되었다.[13].
- 러시아 국가두마 선거 (2016년)에서 레닌그라드 주 선거구에서 통합 러시아당 소속으로 출마하여 국가두마 의원 자격을 얻었다.[14] 그러나 새로운 직위 임명으로 위임을 거부하였다.[15]
- 2016년 9월 22일, 블라디미르 푸틴 러시아 대통령은 나리시킨에게 2016년 10월 5일부터 러시아 대외정보국 국장직을 수행하도록 지시하였다.[16]
- 2016년 10월 22일, 러시아 연방 국가두마는 나리시킨의 국회의원 자격을 중지시키기로 결정했다.[17]

## 소득 및 재산 정보
2011년 국가두마 선거 이전에 발표된 후보자의 소득 및 재산에 관한 데이터에 따르면, 나리시킨의 유일한 부동산은 면적이 36m²인 레닌그라드 주의 작은 집이었다. 공식 정보에 따르면 나리시킨과 그의 아내는 2011년에 610만 루블의 수입을 올렸다. 나리시킨의 배우자는 총 면적이 5,000 평방 미터인 두 개의 토지 구획, 주거용 건물 한 채, 아파트 3곳을 소유하고 있는 것으로 알려졌다.

## 국제 협력과 제재
나리시킨은 크림반도 합병, 우크라이나 동부 전쟁과 관련해 미국, 유럽 연합의 제제 목록에 포함되었다.
이런 제재에도 나리시킨은 2008년 1월, 연방보안국 국장 알렉산드르 보르트니코프, 정보총국 국장 이고리 코보로프와 함께 미국을 방문했다. 그들은 모두 워싱턴 D.C.에서 중앙정보국 (CIA) 국장 마이크 폼페이오를 만났다. 이 방문은 미국의 관찰자들에게 매우 이례적인 것으로 간주되었다. 마이크 폼페이오 중앙정보국 국장이 언론에 보낸 성명에 따르면, 러시아와 미국 정부 측 관계자들은 일찍히 러시아와 중앙아시아를 떠나 시리아에서 이슬람 국가 조직원이 된 사람들의 귀환 위협과 관련해 논의하였다고 한다.
2018년 12월, 러시아 1 TV 채널 인터뷰에 따르면, 나리시킨은 대외정보국 국장으로 재직하는 동안 22개국 정보 기관장과 만나 회담을 치렀으며, 러시아에서는 정보 수장 국제 회담에 90차례 참여했다고 한다.

## 사회 활동
나리시킨은 비영리 단체 현대 역사 기금 이사회 의장이자 러시아 대통령 직속 국가경제행정학회 이사회 의장이다. 2012년부터 러시아 역사 학회 회장도 맡고 있다.

## 사생활
나리시킨은 결혼하여 아들, 딸, 손녀 2명을 두고 있다. 아내는 정보 기술 전문가 타티아나 세르게예브나 (결혼 전 성씨 야쿱치크)로, 2004년까지 국립 발트 기술 대학교 «보옌메흐"에서 근무했다. 모스크바로 이사한 후 타티야나는 일을 하지 않고 있다. 아들 안드레이는 1978년생이며, 비상장 주식 회사 에네르코프로옉트의 부국장으로 일하고 있다. 안드레이는 결혼했으며, 안나와 나탈리아라는 두 딸이 있다.
나리시킨은 수영을 매우 좋아하며, 활강 스키를 타고 테니스를 친다. 레닌그라드 주 프세볼로시스크에 있는 시골집에서 쉬는 것을 좋아하며, 기타를 직접 연주하기도 한다.
2018년에는 나리시킨의 아들과 며느리, 두 손녀의 이름이 헝가리에서 거주 허가를 신청한 사람 명단에 올라 있는 것으로 알려졌다. 이 나라에서 거주 허가를 신청한 러시아인과 관련한 정보는 헝가리 조사 저널리즘 센터 Direkt36, 444 뉴스 포털과 함께 조사를 수행한 러시아 언론에서 입수했다.
신문에 따르면 목록은 나리시킨과 가까운 친척 이름뿐만 아니라 생년월일과 완전히 일치한다. 이 사람들이 결국 거주 허가를 받았는지 여부는 확인되지 않았으며, 대외정보부 공보실에선 이 정보와 관련한 논평을 거부하였다..